# Måttfullhet
Måttfullhet, på latin temperantia och på grekiska sofrosyne, är en personlig egenskap och en av kardinaldygderna, enligt Aristoteles. Måttfullhet handlar om att lägga band på sig själv och att inte alltid ge uttryck för sina lustar. Måttfullheten är återhållsam och besinnad, men även känslig och ödmjuk.
Enligt Aristoteles är måttfullheten en balans mellan extrempositionerna tygellöshet och okänslighet, men även en ytterlighet i sig själv. Att vara måttfull är att enligt Aristoteles vara fullkomlig. Måttfullheten är en självbevarelse, men den är inte självisk och har betydelse för andra. Till skillnad från den måttfulle är den obehärskade självisk, precis som den tygellöse är egoistisk.